# Noam Cohen
Noam Cohen (in ebraico נעם כהן‎?; 6 gennaio 1999) è un calciatore israeliano, difensore dell'Ironi K. Shmona.

## Carriera

### Club
Cresciuto nelle giovanili del Maccabi Tel Aviv, ha iniziato a giocare nel 2018, quando è stato ceduto in prestito al Beitar Tel Aviv Ramla, nella seconda divisione israeliana. Rientrato dal prestito, viene ceduto a titolo temporaneo al Sektzia Ness Ziona, con cui esordisce nella massima serie israeliana. Quindi, seguono altri due prestiti, sempre in massima serie, dapprima all'Hapoel Hadera e successivamente all'Hapoel Haifa.

### Nazionale
Ha giocato nelle nazionali giovanili israeliane Under-17, Under-18, Under-19 ed Under-21.

## Statistiche

### Presenze e reti nei club
Statistiche aggiornate al 28 marzo 2022.
| Stagione        | Squadra               | Campionato      | Campionato | Campionato | Coppe nazionali | Coppe nazionali | Coppe nazionali | Coppe continentali | Coppe continentali | Coppe continentali | Altre coppe | Altre coppe | Altre coppe | Totale | Totale |
| Stagione        | Squadra               | Comp            | Pres       | Reti       | Comp            | Pres            | Reti            | Comp               | Pres               | Reti               | Comp        | Pres        | Reti        | Pres   | Reti   |
| --------------- | --------------------- | --------------- | ---------- | ---------- | --------------- | --------------- | --------------- | ------------------ | ------------------ | ------------------ | ----------- | ----------- | ----------- | ------ | ------ |
| 2018-2019       | Beitar Tel Aviv Ramla | LL              | 30         | 0          | CI              | 1               | 0               |                    | -                  | -                  |             | -           | -           | 31     | 0      |
| 2019-2020       | Sektzia Ness Ziona    | LHA             | 15+7       | 2          | CI+TC           | 1+2             | 0               |                    | -                  | -                  |             | -           | -           | 25     | 0      |
| 2020-2021       | Hapoel Hadera         | LHA             | 22+4       | 0          | CI+TC           | 1+4             | 0               |                    | -                  | -                  |             | -           | -           | 31     | 0      |
| 2021-2022       | Hapoel Haifa          | LHA             | 16+1       | 0          | CI+TC           | 4+3             | 0               |                    | -                  | -                  |             | -           | -           | 24     | 0      |
| Totale carriera | Totale carriera       | Totale carriera | 95         | 0          |                 | 16              | 0               |                    | -                  | -                  |             | -           | -           | 111    | 0      |